# Accademia di costume e di moda
L'Accademia Costume & Moda è un istituto universitario che nella sua offerta formativa comprende corsi legalmente riconosciuti dal MUR, con sede a Roma e Milano, attivo nella formazione nei campi dello stilismo di moda, del costume teatrale e cinematografico, dello stilismo del gioiello, della comunicazione e del giornalismo di moda.

## Storia
L'accademia nasce a Roma nel 1964 per volontà di Rosana Pistolese, Ottavio Spadaro, Dario Cecchi e Nello Ponente per emanazione del Ministero del lavoro e della previdenza sociale e con il patrocinio del Comune di Roma.
Il logo dell'Accademia è stato disegnato dall'illustratore René Gruau.

## Struttura
L'Accademia si trova a Roma, in via della Rondinella 2. L'edificio che la ospita, edificato nel 1925, è opera dell'architetto Vincenzo Fasolo. Dal 2020 è operativa una sede a Milano, in via Fogazzaro, 23.
Nel 2024 l'Accademia inaugura una seconda sede romana in Via Pellegrino Rossi, nell'edificio che un tempo ospitava la sede dei Magazzini MAS, Magazzini allo Statuto.

## Biblioteca
L'Accademia dispone di una biblioteca-emeroteca contenente circa 4000 volumi monografici e più di 10.000 fascicoli di riviste tutti inerenti alla moda, al costume, alla storia dell'arte e delle arti sceniche.. 
Contiene la donazione Irene Brin con una preziosa collezione di numeri della rivista Harper's Bazaar che comprende anche il primo numero del 1867 e l'Archivio Rosana Pistolese. La biblioteca è intitolata a Fiamma Lanzara, imprenditrice e Presidente dell'Accademia Costume & Moda fino alla sua scomparsa, nel novembre 2020.

## Rapporti istituzionali
L'Accademia Costume & Moda è parte dell'Alta formazione artistica, musicale e coreutica (AFAM) del MUR, della Piattaforma sistema formativo moda e gode del patrocinio della Camera nazionale della moda italiana.

## Presidenti
Ne sono stati presidenti onorari Giulio Andreotti e Susanna Agnelli.